# Liste der Bodendenkmäler in Fuchstal
Auf dieser Seite sind die Bodendenkmäler in der oberbayerischen Gemeinde Fuchstal zusammengestellt. Diese Tabelle ist eine Teilliste der Liste der Bodendenkmäler in Bayern. Grundlage ist die Bayerische Denkmalliste, die auf Basis des Bayerischen Denkmalschutzgesetzes vom 1. Oktober 1973 erstmals erstellt wurde und seither durch das Bayerische Landesamt für Denkmalpflege geführt wird. Die folgenden Angaben ersetzen nicht die rechtsverbindliche Auskunft der Denkmalschutzbehörde.

## Bodendenkmäler in Fuchstal
| Lage                         | Objekt | Akten-Nr.     | Bild           |
| ---------------------------- | --- | ------------- | -------------- |
| (Standort)                   | Grabhügel vorgeschichtlicher Zeitstellung. | D-1-8030-0001 |                |
| (Standort)                   | Grabhügel mit Bestattungen der Bronzezeit. | D-1-8030-0002 |                |
| (Standort)                   | Burgstall des hohen oder späten Mittelalters. | D-1-8030-0003 |                |
| (Standort)                   | Burgstall des hohen Mittelalters. | D-1-8030-0004 |                |
| (Standort)                   | Viereckschanze der späten Latènezeit. | D-1-8030-0005 |                |
| (Standort)                   | Abgegangenes Schloss der frühen Neuzeit (Lustschloss Martinsbrunn).                                                                                          | D-1-8030-0006 |                |
| (Standort)                   | Viereckschanze der späten Latènezeit. | D-1-8030-0007 |                |
| (Standort)                   | Grabhügel mit Bestattungen der Bronzezeit. | D-1-8030-0008 |                |
| (Standort)                   | Burgstall des hohen oder späten Mittelalters (Bichele). | D-1-8030-0010 |                |
| (Standort)                   | Siedlung des Jungneolithikums (u. a. Altheimer Kultur). | D-1-8030-0011 |                |
| (Standort)                   | Station des späten Mesolithikums. | D-1-8030-0012 |                |
| (Standort)                   | Schlagplatz des Paläolithikums und des Mesolithikums. | D-1-8030-0015 |                |
| (Standort)                   | Schlagplatz des Paläolithikums und Siedlung des Neolithikums.                                                                                                | D-1-8030-0016 |                |
| Kirchenweg 4 (Standort)      | Untertägige mittelalterliche und frühneuzeitliche Befunde im Bereich der katholischen Pfarrkirche St. Johannes der Täufer in Asch und ihrer Vorgängerbauten. | D-1-8030-0017 | weitere Bilder |
| (Standort)                   | Grabhügel vorgeschichtlicher Zeitstellung. | D-1-8030-0018 |                |
| (Standort)                   | Grabhügel vorgeschichtlicher Zeitstellung. | D-1-8030-0019 |                |
| (Standort)                   | Grabhügel vorgeschichtlicher Zeitstellung. | D-1-8030-0026 |                |
| (Standort)                   | Untertägige frühneuzeitliche Befunde im Bereich der katholischen Wallfahrtskapelle St. Veit bei Asch mit abgegangenem Mesnerhaus.                            | D-1-8030-0036 | weitere Bilder |
| Leonhardstraße 15 (Standort) | Untertägige spätmittelalterliche und frühneuzeitliche Befunde im Bereich der katholischen Kapelle St. Leonhard bei Asch mit zugehörigem Pestfriedhof.        | D-1-8030-0038 | weitere Bilder |
| Weldener Straße 8 (Standort) | Untertägige mittelalterliche und frühneuzeitliche Befunde im Bereich der katholischen Pfarrkirche Mariä Verkündigung in Leeder und ihrer Vorgängerbauten.    | D-1-8030-0041 | weitere Bilder |
| (Standort)                   | Untertägige frühneuzeitliche Befunde im Bereich der katholischen Kapelle zur Hl. Dreifaltigkeit in Lechsberg.                                                | D-1-8030-0042 | weitere Bilder |
| (Standort)                   | Untertägige spätmittelalterliche und frühneuzeitliche Befunde im Bereich der katholischen Filialkirche St. Stephan in Welden und ihres Vorgängerbaus.        | D-1-8030-0044 | weitere Bilder |
| (Standort)                   | Burgstall des hohen oder späten Mittelalters (Lechsberg). | D-1-8030-0046 |                |
| (Standort)                   | Siedlung des hohen und späten Mittelalters sowie der frühen Neuzeit.                                                                                         | D-1-8030-0047 |                |
| (Standort)                   | Grabhügel vorgeschichtlicher Zeitstellung. | D-1-8030-0048 |                |
| (Standort)                   | Straße der römischen Kaiserzeit (Teilstück der Trasse Augsburg–Füssen).                                                                                      | D-1-8031-0009 |                |
| (Standort)                   | Körpergräber der späten römischen Kaiserzeit. | D-1-8031-0025 |                |
| (Standort)                   | Verebnete Grabhügel vorgeschichtlicher Zeitstellung. | D-1-8031-0076 |                |
| (Standort)                   | Verebnete Grabhügel vorgeschichtlicher Zeitstellung. | D-1-8031-0157 |                |
| Ortsstraße 25 (Standort)     | Untertägige mittelalterliche und frühneuzeitliche Befunde im Bereich der katholischen Filialkirche St. Nikolaus in Seestall und ihres Vorgängerbaus.         | D-1-8031-0165 | weitere Bilder |
| (Standort)                   | Untertägige frühneuzeitliche Befunde im Bereich der katholischen Kapelle in Lechmühlen.                                                                      | D-1-8031-0167 | weitere Bilder |
| (Standort)                   | Grabhügel mit Bestattungen der Bronzezeit. | D-1-8130-0001 |                |
| (Standort)                   | Grabhügel vorgeschichtlicher Zeitstellung. | D-1-8030-0007 |                |